# Jeux de la Micronésie
Ne doit pas être confondu avec Jeux des États fédérés de Micronésie.
Les Jeux de la Micronésie ou Jeux micronésiens (en anglais Micronesian Games ou Micro Games) sont une compétition multisports réunissant dix pays, états ou territoires localisés dans la région de Micronésie dans l'Océan Pacifique. La compétition est créée en 1968, mais la seconde édition n'a lieu qu'en 1990. Elle est depuis organisée tous les quatre ans.

## Histoire
La création des Jeux de la Micronésie intervient au cours d'une décennie marquée par de profonds changements dans la société micronésienne. Ces Jeux ont été conçus comme une aide au développement des nations insulaires de Micronésie et un mécanisme d'unification de celles-ci. Le livret du programme des Jeux de 1969 indique ainsi que « le désir d'exceller ne peut être réalisé que par l'opportunité d'exceller ». Les premiers Jeux sont organisés du 4 au 12 juillet 1969 à Saipan dans les Îles Mariannes du Nord. Celles-ci ainsi que les autres participants, les Palaos, les Îles Marshall, Yap, Chuuk (alors appelé Truk) et Pohnpei (alors nommé Ponape), sont des territoires sous tutelle des îles du Pacifique. Les premiers Jeux consistent principalement en épreuves masculines. Neuf sports sont au programme de ces jeux : l’athlétisme, le baseball, le basketball, le Micronesian all around, la natation, le tennis, le tennis de table, le volley-ball, la course de Va'a. La navigation à voile ayant manqué de participants, elle ne s'est donc pas tenue,. Les femmes ne concourent qu'en athlétisme, en natation et en volley-ball. Lors de ces Jeux, une épreuve multisport a été créée pour « représenter les liens traditionnels, historiques et culturels qui lient toutes les îles du Pacifique occidental », pour mettre en valeur des compétences considérées comme essentielles à la survie dans le Pacifique Sud : la montée de cocotier, le décorticage de noix de coco, le jet de lance sur noix de coco, la pêche sous-marine, la natation et la plongée. Une seconde édition était prévue pour 1972 mais n'a finalement pas été organisée.
En 1988, l'entreprise pétrolière Mobil soutient un tournoi de basketball réunissant une équipe de Palaos, deux de Guam et une des Îles Mariannes du Nord. Le succès de cette compétition incite Ed Manibusan, Bill Sakovich, Frank Rosario et Bob Coldeen à former un comité dans le but de relancer les Jeux de la Micronésie. Le gouverneur des Îles Mariannes du Nord ayant donné son accord pour les recevoir, une seconde édition des Jeux est organisée en 1990 grâce au soutien financer de plusieurs entreprises dont Mobil, Shimizu Corporation et Duty Free Shoppers. Aux pays et territoires initiaux s'ajoute Kosrae qui s'est détaché de Pohnpei. Les compétitions sportives sont les mêmes qu'en 1969 à l'exception de la navigation à voile,. À la fin des Jeux est créé par les chefs des différentes délégations le Conseil des Jeux de la Micronésie qui, dorénavant, sélectionne le prochain territoire qui organisera les Jeux. Guam est le premier à être choisi après s'être proposé. La Charte des Jeux de la Micronésie est approuvée le 24 janvier 1992 et Bill Sakovich des Îles Mariannes du Nord devient le premier président du Conseil.
Les Jeux de 1994 sont marqués par la première participation de Guam, organisateur de l'évènement, et de Nauru. À la liste des sports inclus dans les Jeux de 1969 et 1990 ont été ajoutés le basket-ball féminin, le softball balle rapide pour les hommes, le softball balle lente pour les femmes, l'haltérophilie masculine et la pêche sous-marine masculine,. Les femmes participent dorénavant aussi au tennis, au tennis de table, aux course de va'a et au micronesian all around. Dans ce sport, la montée de cocotier est remplacée pour les femmes par le râpage de noix de coco. Les sports de démonstration sont le beach-volley, le golf, le culturisme, la force athlétique, l'haltérophilie féminine, le taekwondo et le water-polo,.
Les Kiribati font leur apparition aux Jeux de 1998 à Palaos. Par la suite, l'inscription aux Jeux des Kiribati et de Nauru est fluctuante. Nauru est ainsi absent des éditions de 2002, 2004 et 2010, les Kiribati des éditions de 2010 et 2014.
En 1998, la liste des sports comprend maintenant l'haltérophilie féminine et le tournoi de lutte est élargi pour inclure à la fois le style libre et le style gréco-romain. En outre, un tournoi de football d'exhibition est organisé avec les équipes de Guam, de Palaos et de Yap,. Les premiers contrôles anti-dopages sont organisés lors de cette édition. La noix d'arec est classée parmi les substances interdites. En 2002, le tennis de table est absent du programme mais il y est à nouveau proposé l'édition suivante lors de laquelle la lutte de style gréco-romain féminine est introduite et aucune compétition d'haltérophilie organisée. Le beach-volley et le golf sont présents pour la première et unique fois. Le triathlon y fait également une première apparition,. Sa seconde apparition en 2010 est aussi la dernière. L'édition de 2014 correspond à un retour presque intégral au programme de 1998, si ce n'est la lutte féminine précédemment ajoutée, et un tournoi de football organisé dans le but explicite de développer sa pratique dans la région de Micronésie.

## Rôle des Jeux
En 2014, lors d'une communication au gouverneur de l'État de Yap, le directeur du Conseil des sports de l'État de Yap, Paul Lane, dit qu'au fil des ans les Jeux sont devenus un facteur clé dans l'unification des îles du centre de la région de Micronésie vers la région du Pacifique occidental. Les Jeux sont d'après lui devenus un tremplin pour l'entrée dans de plus grands événements sportifs tels que les Jeux du Pacifique Sud, les Championnats d'Océanie des différents sports et même les Jeux olympiques.

## Participants
Les participants à cette compétition sont deux territoires organisés non incorporés des États-Unis, Guam et les Îles Mariannes du Nord, quatre pays souverains, les Îles Marshall, les Kiribati, Nauru et les Palaos, et les quatre États constitutifs des États fédérés de Micronésie, Chuuk, Pohnpei, Kosrae et Yap, qui concourent séparément les uns des autres. Tous participent également aux Jeux du Pacifique, mais les États fédérés de Micronésie sous une seule délégation. Les deux premières éditions, en 1969 et 1990 réunissent les Îles Mariannes du Nord, les Îles Marshall, les Palaos, Chuuk, Pohnpei et Yap. Kosrae rejoint la compétition en 1990, Guam et Nauru en 1994, les Kiribati en 1998.

## Éditions
À partir de l'édition de 1994, les territoires organisateurs sont sélectionnés par le Conseil des Jeux de la Micronésie lors de l'édition précédente.
| Édition | Année | Hôte    | Pays                                | Date                 | Nations présentes | Nombre de sports | Nombre de compétiteurs                         |
| ------- | ----- | ------- | ----------------------------------- | -------------------- | ----------------- | ---------------- | ---------------------------------------------- |
| 1re     | 1969  | Saipan  | Îles Mariannes du Nord (États-Unis) | 4 au 12 juillet      | 7,                | 6                | Inconnu                                        |
| 2e      | 1990  | Saipan  | Îles Mariannes du Nord (États-Unis) | 7 au 15 juillet      | 8                 | 9                | 875 athlètes                                   |
| 3e      | 1994  | Agana   | Guam (États-Unis)                   | 26 mars au 2 avril   | 9                 | 13               | environ 1 500, athlètes                        |
| 4e      | 1998  | Koror   | Palaos                              | 1er au 9 août        | 10,               | 13,              | environ 1 900 ou 1 968 athlètes et entraîneurs |
| 5e      | 2002  | Palikir | États fédérés de Micronésie         | 21 au 30 juillet     | 9                 | 12               | plus de 1 000                                  |
| 6e      | 2006  | Saipan  | Îles Mariannes du Nord (États-Unis) | 23 juin au 4 juillet | 9                 | 15               | environ 1 400 athlètes et entraîneurs          |
| 7e      | 2010  | Koror   | Palaos                              | 1er au 10 août       | 9                 | 14               | environ 1 290 athlètes                         |
| 8e      | 2014  | Pohnpei | États fédérés de Micronésie         | 20 au 29 juillet     | 9                 | 14               | environ 1 400 à 1 500 athlètes et entraîneurs  |
| 9e      | 2018  | Yap     | États fédérés de Micronésie         | 15 au 28 juillet     | 10                | 13               | plus de 1 000 athlètes et entraîneurs          |
| 10e     | 2024  | Majuro  | Îles Marshall                       | 15 au 24 juin        | 10                | 14               | —                                              |

Les Jeux de la Micronésie combinent des événements qui peuvent être trouvés dans d'autres compétitions internationales avec des événements plus spécifiques aux pays micronésiens comme la course de Va'a, la pêche sous-marine et le « Micronesian all-around ». Celui-ci est une épreuve combinée crée pour mettre en valeur des compétences considérées comme essentielles à la survie dans le Pacifique Sud — la montée de cocotier, le décorticage de noix de coco, le jet de lance sur noix de coco, la pêche sous-marine, la natation et la plongée —, pour « représenter les liens traditionnels, historiques et culturels qui lient toutes les îles du Pacifique occidental ».
| Édition                | Édition                | Édition | 1969 | 1969 | 1990 | 1990 | 1994 | 1994 | 1998 | 1998 | 2002 | 2002 | 2006 | 2006 | 2010 | 2010 | 2014 | 2014 | 2018 | 2018 |
| Sexe                   | Sexe                   | Sexe    | F    | H    | F    | H    | F    | H    | F    | H    | F    | H    | F    | H    | F    | H    | F    | H    | F    | H    |
| ---------------------- | ---------------------- | ------- | ---- | ---- | ---- | ---- | ---- | ---- | ---- | ---- | ---- | ---- | ---- | ---- | ---- | ---- | ---- | ---- | ---- | ---- |
| Athlétisme             | Athlétisme             |         | ✔    | ✔    | ✔    | ✔    | ✔    | ✔    | ✔    | ✔    | ✔    | ✔    | ✔    | ✔    | ✔    | ✔    | ✔    | ✔    | ✔    | ✔    |
| Baseball               | Baseball               |         |      | ✔    |      | ✔    |      | ✔    |      | ✔    |      | ✔    |      | ✔    |      | ✔    |      | ✔    |      | ✔    |
| Basketball             | Basketball             |         |      | ✔    |      | ✔    | ✔    | ✔    | ✔    | ✔    | ✔    | ✔    | ✔    | ✔    | ✔    | ✔    | ✔    | ✔    | ✔    | ✔    |
| Beach-volley           | Beach-volley           |         |      |      |      |      |      |      |      |      |      |      |      | ✔    |      |      |      |      | ✔    | ✔    |
| Football               | Football               |         |      |      |      |      |      |      |      |      |      |      |      |      |      |      |      | ✔    |      | ✔    |
| Golf                   | Golf                   |         |      |      |      |      |      |      |      |      |      |      |      | ✔    |      |      |      |      |      |      |
| Haltérophilie          | Haltérophilie          |         |      |      |      |      |      | ✔    | ✔    | ✔    | ✔    | ✔    |      |      | ✔    | ✔    | ✔    | ✔    | ✔    | ✔    |
| Lutte                  | Lutte                  |         |      |      |      |      |      | ✔    |      | ✔    |      | ✔    | ✔    | ✔    | ✔    | ✔    | ✔    | ✔    | ✔    | ✔    |
| Micronesian all around | Micronesian all around |         |      | ✔    |      | ✔    | ✔    | ✔    | ✔    | ✔    | ✔    | ✔    | ✔    | ✔    | ✔    | ✔    | ✔    | ✔    | ✔    | ✔    |
| Natation               | Natation               |         | ✔    | ✔    | ✔    | ✔    | ✔    | ✔    | ✔    | ✔    | ✔    | ✔    | ✔    | ✔    | ✔    | ✔    | ✔    | ✔    | ✔    | ✔    |
| Pêche sous-marine      | Pêche sous-marine      |         |      |      |      |      |      | ✔    |      | ✔    |      | ✔    |      | ✔    |      | ✔    |      | ✔    |      | ✔    |
| Softball               | Softball               |         |      |      |      |      | ✔    | ✔    | ✔    | ✔    | ✔    | ✔    | ✔    | ✔    | ✔    | ✔    | ✔    | ✔    |      |      |
| Tennis                 | Tennis                 |         |      | ✔    |      | ✔    | ✔    | ✔    | ✔    | ✔    | ✔    | ✔    | ✔    | ✔    | ✔    | ✔    | ✔    | ✔    |      |      |
| Tennis de table        | Tennis de table        |         |      | ✔    |      | ✔    | ✔    | ✔    | ✔    | ✔    |      |      | ✔    | ✔    | ✔    | ✔    | ✔    | ✔    | ✔    | ✔    |
| Triathlon              | Triathlon              |         |      |      |      |      |      |      |      |      |      |      | ✔    | ✔    | ✔    | ✔    |      |      |      |      |
| Va'a                   | Va'a                   |         |      | ✔    |      | ✔    | ✔    | ✔    | ✔    | ✔    | ✔    | ✔    | ✔    | ✔    | ✔    | ✔    | ✔    | ✔    | ✔    | ✔    |
| Volleyball             | Volleyball             |         | ✔    | ✔    | ✔    | ✔    | ✔    | ✔    | ✔    | ✔    | ✔    | ✔    | ✔    | ✔    | ✔    | ✔    | ✔    | ✔    | ✔    | ✔    |
| Total                  | Total                  | Total   | 3    | 9    | 3    | 9    | 9    | 13   | 10   | 13   | 9    | 12   | 11   | 15   | 12   | 14   | 11   | 14   | 10   | 13   |

## Tableau des médailles
Ce tableau récapitule le total des médailles depuis la première édition jusqu'à celle de 2018,,,,,.
| Rang  | Nation                 | Or   | Argent | Bronze | Total |
| ----- | ---------------------- | ---- | ------ | ------ | ----- |
| 1     | Palaos                 | 378  | 378    | 280    | 1036  |
| 2     | Guam                   | 275  | 178    | 139    | 592   |
| 3     | Îles Mariannes du Nord | 189  | 212    | 162    | 563   |
| 4     | Îles Marshall          | 125  | 98     | 119    | 342   |
| 5     | Pohnpei                | 122  | 172    | 158    | 452   |
| 6     | Yap                    | 53   | 68     | 69     | 190   |
| 7     | Nauru                  | 52   | 18     | 20     | 90    |
| 8     | Chuuk                  | 38   | 45     | 72     | 155   |
| 9     | Kosrae                 | 14   | 14     | 40     | 68    |
| 10    | Kiribati               | 8    | 19     | 15     | 42    |
| Total | Total                  | 1254 | 1202   | 1074   | 3530  |